# Бэйб: Четвероногий малыш
«Бэйб: Четвероно́гий малы́ш» (англ. Babe) — семейный фильм 1995 года режиссёра Криса Нунена, написавшего сценарий совместно с Джорджем Миллером по мотивам книги Дика Кинг-Смита The Sheep-Pig (1983). В 1998 году вышло продолжение фильма «Бэйб: Поросёнок в городе». Для съёмок фильма было использовано 48 различных свиней.

## Сюжет
Бэйб, осиротевший поросёнок, выбирается для конкурса «Угадай вес» на ярмарке округа. Победивший фермер, Артур Хоггетт, приводит его домой и позволяет ему остаться с бордер-колли по имени Флай, её приятелем Рексом и их щенками, в сарае.
Утка по имени Фердинанд, который кукарекает, как петухи, как говорят, каждое утро, чтобы разбудить людей, чтобы он считался полезным и не был съеден, убеждает Бэйба помочь ему уничтожить будильник, который угрожает его миссии. Несмотря на успех в этом, они будят Герцогиню, кошку Хоггеттов, и в замешательстве случайно разрушают гостиную. Рекс строго инструктирует Бэйба держаться подальше от Фердинанда (теперь беглеца) и дома. Через некоторое время, когда щенки Флай выставляются на продажу, малыш спрашивает, может ли он называть её «мамой».
Рождество приносит визит от родственников Хоггеттов. Бэйб почти выбран для рождественского ужина, но вместо этого выбирается утка после того, как Хоггетт замечает своей жене Эсме, что Бэйб может принести приз за ветчину на следующей ярмарке округа. На Рождество Бэйб оправдывает свое существование, предупреждая Хоггетта о том, что угонщики овец крадут овец с одного из полей. На следующий день Хоггетт видит, как Бэйб сортирует кур, отделяя коричневых от белых. Впечатленный, он берет его на поля и позволяет ему попробовать и пасти овец. Поощряемый старшей овцой по имени Маа, овцы сотрудничают, но Рекс видит действия Бэйба как оскорбление пастушьих собак и сталкивается с Флай в порочной борьбе за поощрение Бэйба. Он ранит её лапу и случайно кусает руку Хоггетта, когда тот пытается вмешаться. Рекс затем прикован к собачьей будке, на него надет намордник и вколото успокоительное, оставляя работу пастушьей собаки Бэйбу.
Однажды утром Бэйб проснулся от криков овец и видит, что три собаки нападают на них. Хотя ему удается отпугнуть их, Маа смертельно ранена и в результате умирает. Хоггетт прибывает и, думая, что Бэйб убил её, готовится застрелить его. Флай так сильно хочет узнать, виновен он или невиновен, что вместо того, чтобы лаять на овец, она разговаривает с ними, чтобы узнать, что конкретно произошло. Узнав правду, она лает, чтобы отвлечь Хоггетта, задерживая его, пока Эсме не упоминает, что полиция говорит, что дикие собаки убивают овец на соседних фермах и спрашивает его, почему он взял свой дробовик.
Когда Эсме выезжает на конференцию как заместитель главного секретаря Северо-восточного региона, Хоггетт записывает Бэйба на национальный чемпионат пастушьих собак. В дождливую ночь, Хоггетт впускает его и Флай к себе в дом. Тем не менее, Герцогиня царапает его, когда он пытается поговорить с ней, поэтому Хоггетт немедленно вышвыривает её. Когда она возвращается позже, она мстит Бэйбу, показывая, что люди едят свиней. В ужасе он выбегает в сарай и узнает от Флай, что это правда. На следующее утро Флай обнаруживает, что Бэйб сбежал. Они с Рексом предупредили Хоггетта и все его ищут. Рекс находит его на кладбище, и Хоггетт приводит его домой. Однако он все еще деморализован и отказывается есть. Хоггетт дает ему выпить из бутылочки, поет ему песню «If I Had Words» и танцует для него джигу. Это восстанавливает веру Бэйба в привязанность Хоггетта, и он снова начинает есть.
На соревнованиях Бэйб встречает овец, которых он будет пасти, но они игнорируют его попытки заговорить с ними. Поскольку Хоггетт критикуется ошеломленными судьями и высмеивается общественностью за использование свиньи вместо собаки, Рекс бежит обратно на ферму, чтобы спросить овец, что делать. Они дают ему секретный пароль, предварительно заставив пообещать, что он будет относиться к ним лучше. Он возвращается как раз вовремя, чтобы передать пароль Бэйбу, и овцы теперь безупречно следуют его инструкциям. На фоне одобрения толпы ему единогласно присуждается наивысший балл. Пока он сидит рядом с фермером, Хоггетт хвалит его, говоря: «Молодец, свинья. Молодец».

## В ролях
- Джеймс Кромвелл — Артур Хоггетт
- Магда Шубански — Эсме Корделия Хоггетт
- Бриттани Бирнс — внучка
- Уэйд Хэйуорд — внук

Озвучивание
- Роско Ли Браун — рассказчик
- Кристин Кавано — Бэйб
- Мириам Маргулис — Флай, бордер-колли
- Хьюго Уивинг — Рекс, овчарка
- Дэнни Манн — Фердинанд, утка
- Мириам Флинн — Маа, овца
- Расси Тейлор — Герцогиня, персидская кошка
- Майкл Эдвард-Стивенс — лошадь
- Чарльз Бартлетт — корова
- Эвелин Крейп — старая овца
- Пол Ливингстон — петух
- Джон Эрвин — телекомментатор

## Саундтрек
Музыкальное сопровождение к фильму «Бэйб» было написано Найджелом Уэстлейком и исполнено Мельбурнским симфоническим оркестром. Классическая оркестровая музыка французских композиторов XIX века используется на протяжении всего фильма, но замаскирована различными способами и часто интегрирована Уэстлейком в его музыку. Тематическая песня  If I Had Words  (слова Джонатана Ходжа), исполненная Хоггеттом ближе к концу фильма, является адаптацией заключительной части Maestoso из Органной симфонии Камиля Сен-Санса и первоначально была исполнена в 1977 году Скоттом Фицджеральдом и Ивонн Кили. Эта мелодия также повторяется на протяжении всего фильма.    
В партитуре также присутствуют краткие цитаты из «Лирических пьес» Эдварда Грига. Также звучит музыка Лео Делиба, Ричарда Роджерса, Габриэля Форе и Жоржа Бизе.

## Награды и номинации
| Год  | Награда        | Категория                            | Номинант                                                         | Результат |
| ---- | -------------- | ------------------------------------ | ---------------------------------------------------------------- | --------- |
| 1996 | Оскар          | Лучшие визуальные эффекты            | Скотт Э. Андерсон Чарльз Гибсон Нил Сканлан Джон Кокс            | Победа    |
| 1996 | Оскар          | Лучший фильм                         | Билл Миллер Джордж Миллер Даг Митчелл                            | Номинация |
| 1996 | Оскар          | Лучший режиссёр                      | Крис Нунан                                                       | Номинация |
| 1996 | Оскар          | Лучший адаптированный сценарий       | Джордж Миллер Крис Нунан                                         | Номинация |
| 1996 | Оскар          | Лучшая мужская роль второго плана    | Джеймс Кромвелл                                                  | Номинация |
| 1996 | Оскар          | Лучшая работа художника-постановщика | Роджер Форд Керри Браун                                          | Номинация |
| 1996 | Оскар          | Лучший монтаж                        | Маркус Д’Арси Джей Фридкин                                       | Номинация |
| 1996 | Золотой глобус | Лучший фильм — комедия или мюзикл    | —                                                                | Победа    |
| 1996 | BAFTA          | Лучшие визуальные эффекты            | Скотт Э. Андерсон Чарльз Гибсон Нил Сканлан Крис Читти Джон Кокс | Номинация |
| 1996 | BAFTA          | Лучший фильм                         | Билл Миллер Джордж Миллер Даг Митчелл Крис Нунан                 | Номинация |
| 1996 | BAFTA          | Лучший монтаж                        | Маркус Д’Арси Джей Фридкин                                       | Номинация |
| 1996 | BAFTA          | Лучший адаптированный сценарий       | Джордж Миллер Крис Нунан                                         | Номинация |

## Влияние
В конце 1990-х годов фильм вдохновил компанию Джима Хенсона на написание сценария к мультфильму «Путеводная звезда», который был создан и вышел лишь спустя 22 года.